# Араратская патриаршая епархия
Араратская Патриаршая епархия Армянской Апостольской церкви (арм. Արարատյան Հայրապետական թեմ) — действующая епархия Армянской Апостольской церкви, в юрисдикцию которой входят город Ереван и  Араратская область Армении. Центром является церковь Сурб Саркис. Предводителем епархии является архиепископ Навасард Кчоян.

## История
Основание епархии датируется началом IV века, когда, после принятия Арменией христианства как государственной религии, святой Григорий Просветитель сформировал организационную структуру Армянской апостольской церкви. Согласно греческой и арабской редакциям «Истории» Агатангелоса, «святой сам построил постоянные викариаты в Айрарате – Вагаршапате, Арташате и Двине, и подчинил упомянутые города своему престолу».
На известном Арташатском собрании 449 года католикоса Овсепа Охоцмеци (441—451 гг.) историк Егише назвал епископом Айрарата. Этот порядок сохранился в течение столетий, и Араратская епархия до сих пор носит название Патриаршей, находясь под прямым управлением викария, назначаемого Католикосом всех армян.
С XV века из-за возрастающего политического значения Еревана епархия именовалась «Ереванской». В XVI—XVII веках ввиду продолжительных войн между Османской Турцией и Персией территория епархии и Армении в целом была театром военных действий, а по заключённому в 1639 году между двумя империями договору основная часть епархии ещё почти два столетия оставалась под персидским политическим господством.